# ライアン・ホール (格闘家)
ライアン・ホール（Ryan Hall、1985年2月22日 - ）は、アメリカ合衆国の男性柔術家、総合格闘家。バージニア州アーリントン出身。フィフティ/50ブラジリアン柔術、トリスタージム所属。The Ultimate Fighter 22優勝。

## 来歴

### ブラジリアン柔術・グラップリング
マンハッタン大学在学中にブラジリアン柔術を始めた。柔らかい身体を活かした「軟体ガード」と呼ばれる独自の技術で頭角を現すと、紫帯レーヴィ級で2007年世界ノーギ柔術選手権優勝、2008年ムンジアル優勝、2008年ブラジレイロ3位入賞といった実績を挙げ、2009年アブダビコンバットでは銅メダルを獲得した。
2010年2月6日、DEEP X 05の「日本対アメリカ3対3」先鋒戦で山田崇太郎と対戦し、ギロチンチョークで一本負けを喫した。

### 総合格闘技
2006年に1戦のみ総合格闘技の試合を経験してから、しばらくグラップリングルールに専念していたが、トリスタージムで本格的なトレーニングを積み、2012年に再デビュー。カナダとアメリカのローカル大会で4連勝を記録した。

#### The Ultimate Fighter
2015年9月、リアリティ番組「The Ultimate Fighter 22」に出場。合宿所入りを懸けたプレリミナリー・ファイトでジョニー・ヌネスと対戦し、ヒールフックで一本勝ちを収め、ユライア・フェイバー率いるチーム・フェイバーに所属。ライト級トーナメント1回戦でフランツ・スリオアと対戦し、再びヒールフックで一本勝ち。準々決勝でソウル・ロジャースと対戦し、0-2の判定負けを喫したが、トーナメントを勝ち進んだロジャースがビザの問題で決勝に出場できなくなり、代役としてホールが決勝に進出した。
2015年12月11日、The Ultimate Fighter 22 Finaleのライト級トーナメント決勝でアルテム・ロボフと対戦し、3-0の判定勝ち。トーナメント優勝を果たした。

#### UFC
2016年12月3日、The Ultimate Fighter 24 Finaleでグレイ・メイナードと対戦し、3-0の判定勝ち。
2018年12月29日、UFC 232で元UFC世界二階級制覇王者のBJ・ペンと対戦し、今成ロールからのヒールフックで1R一本勝ち。パフォーマンス・オブ・ザ・ナイトを受賞した。

## 戦績

### プロ総合格闘技
| 総合格闘技 戦績 | 総合格闘技 戦績 | 総合格闘技 戦績 | 総合格闘技 戦績 | 総合格闘技 戦績 | 総合格闘技 戦績 | 総合格闘技 戦績 |
| --------------- | --------------- | --------------- | --------------- | --------------- | --------------- | --------------- |
| 11 試合         | (T)KO           | 一本            | 判定            | その他          | 引き分け        | 無効試合        |
| 9 勝            | 2               | 3               | 4               | 0               | 0               | 0               |
| 2 敗            | 1               | 0               | 1               | 0               | 0               | 0               |

| 勝敗 | 対戦相手                 | 試合結果                     | 大会名                                                       | 開催年月日     |
| ○    | ダリック・ミナー         | 5分3R終了 判定3-0            | UFC 269: Oliveira vs. Poirier                                | 2021年12月11日 |
| ×    | イリア・トプリア         | 1R 4:47 KO（パウンド）       | UFC 264: Poirier vs. McGregor 3                              | 2021年7月10日  |
| ○    | ダレン・エルキンス       | 5分3R終了 判定3-0            | UFC Fight Night: de Randamie vs. Ladd                        | 2019年7月13日  |
| ○    | BJ・ペン                 | 1R 2:46 ヒールフック         | UFC 232: Jones vs. Gustafsson 2                              | 2018年12月29日 |
| ○    | グレイ・メイナード       | 5分3R終了 判定3-0            | The Ultimate Fighter 24 Finale                               | 2016年12月3日  |
| ○    | アルテム・ロボフ         | 5分3R終了 判定3-0            | The Ultimate Fighter 22 Finale 【ライト級トーナメント 決勝】 | 2015年12月11日 |
| ○    | ライアン・ホーガンス     | 1R 1:53 ヒールフック         | UCL: Torres vs. Choate                                       | 2014年5月31日  |
| ○    | レアンドロ・ペレス       | 3R 1:44 TKO（パンチ連打）    | Fight Lab 35: Misery Loves Company 6                         | 2014年2月8日   |
| ○    | メギド・ハンモ           | 1R 2:43 リアネイキドチョーク | Challenge MMA 2: Think Big                                   | 2013年8月17日  |
| ○    | フィリップ・デシャンボー | 1R 1:41 TKO（パンチ連打）    | Slamm 1: Garcia vs. Lamarche                                 | 2012年11月30日 |
| ×    | エディ・ファイビー       | 3分3R終了 判定0-3            | Reality Fighting 12: Return to Boardwalk Hall                | 2006年4月29日  |

### 総合格闘技エキシビジョン
| 勝敗 | 対戦相手           | 試合結果             | 大会名                                             | 開催年月日     |
| ×    | ソウル・ロジャース | 5分2R終了 判定0-2    | The Ultimate Fighter: Team McGregor vs. Team Faber | 2015年11月25日 |
| ○    | フランツ・スリオア | 1R 1:52 ヒールフック | The Ultimate Fighter: Team McGregor vs. Team Faber | 2015年9月16日  |
| ○    | ジョニー・ヌネス   | 1R 0:43 ヒールフック | The Ultimate Fighter: Team McGregor vs. Team Faber | 2015年9月9日   |

## 獲得タイトル

### ブラジリアン柔術
- 世界ノーギ柔術選手権 紫帯レーヴィ級 優勝（2007年）
- ヨーロッパ柔術選手権 紫帯レーヴィ級 優勝（2008年）
- 世界柔術選手権 紫帯レーヴィ級 優勝（2008年）
- アブダビコンバット アメリカ合衆国西海岸予選 優勝（2009年）

### 総合格闘技
- The Ultimate Fighter 22 ライト級トーナメント 優勝（2015年）

## 表彰
- ブラジリアン柔術 黒帯
- UFC パフォーマンス・オブ・ザ・ナイト（1回）